# Katedra św. Anny w Belfaście
Katedra świętej Anny (ang. St Anne's Cathedral, znana również jako Katedra w Belfaście ang. Belfast Cathedral) – katedra Kościoła Irlandii znajdująca się przy ulicy Donegall Street, w Belfaście, w Irlandii Północnej. To niezwykłe, ale katedra jest używana w dwóch oddzielnych diecezjach (Connor oraz Down i Dromore), ale nie jest siedzibą żadnego z biskupów (geograficznie znajduje się ona w diecezji Connor), dlatego też nie jest katedrą w najprawdziwszym sensie tego słowa, katedry będącej kościołem mieszczącym siedzibę biskupa. Jakkolwiek, jest tak tytułowana. Jest centralnym punktem dzielnicy Cathedral Quarter w Belfaście.
Pierwszym architektem był Sir Thomas Drew, kamień węgielny został położony w dniu 6 września 1899 roku przez hrabiego Shaftesbury. Stary kościół parafialny św. Anny zaprojektowany przez Francisa Hiorne'a z 1776 roku nadal był użytkowany, aż do 31 grudnia 1903 roku, podczas gdy nowy kościół został zbudowany wokół niego; stary kościół został wtedy zburzony. Okno miłosiernego Samarytanina, widoczne w prezbiterium, jest jedynym elementem starego kościoła, zachowanym w katedrze. Początkowo tylko nawa główna katedry została zbudowana, i została poświęcona w dniu 2 czerwca 1904 roku. W 1924 roku podjęto decyzję o budowie fasady zachodniej katedry jako upamiętnienie mężczyzn i kobiet Ulsteru, którzy służyli i zginęli w I wojnie światowej. Kamień węgielny pod budowę został położony przez gubernatora Irlandii Północnej, księcia Abercorn w dniu 2 czerwca 1925 roku, a ukończona fasada, zmodyfikowany projekt architekta Sir Charlesa Archibalda Nicholsona, została poświęcona w czerwcu 1927 roku. W międzyczasie, środkowe skrzyżowanie naw, w którym zasiada chór, zostało wybudowane w latach 1922-1924. Baptysterium, według planów opracowanych przez nieżyjącego W.H Lynna, który asystował Sir Thomasowi Drew, zostało poświęcone w 1928 roku, i kaplica Świętego Ducha, z pięknymi mozaikami przedstawiającymi Świętego Patryka, zostało poświęcone w dniu 5 lipca 1932 roku w 1500-lecie przybycia św Patryka do Irlandii. Lord Edward Carson, przywódca unionistów w okresie kryzysu autonomii, został pochowany (z pogrzebem państwowym) w południowej nawie bocznej katedry w 1935 roku. W 1941 roku katedra została niemalże zniszczona przez niemiecką bombę, która spowodowała rozległe uszkodzenia otaczających budynków. W 1955 roku rozpoczęły się prace przy budowie arkad, przy wschodniej fasadzie katedry. Arkady te zostały poświęcone w 1959 roku, ale przez kolejne dziesięć lat, nie było możliwe rozpoczęcie prac przy północnym i południowym transepcie. Konflikt w Irlandii Północnej i inflacja doprowadziły do znacznych opóźnień i większych problemów z finansowaniem tych prac. Południowy transept, mieszczący Kaplicę Jedności razem z organami powyżej, zostały poświęcone w 1974 roku, a północny transept północ, z dużym krzyżem celtyckim zaprojektowanym przez Johna MacGeagha na zewnątrz i mieszczący kaplicę królewskich irlandzkich karabinów, został ukończony w 1981 roku.